# Петришин Наталія Михайлівна
Наталія Михайлівна Петришин (11 січня 1914, село Кізлів, тепер Золочівського району Львівської області — ?) — українська радянська діячка, новатор сільськогосподарського виробництва, ланкова колгоспу імені Сталіна Новомилятинського (тепер — Золочівського) району Львівської області. Герой Соціалістичної Праці (6.04.1951)

## Біографія
Народилася в селянській родині. Працювала в сільському господарстві.
З 1947 року — колгоспниця, ланкова-каучуковод колгоспу імені Сталіна (потім — імені Леніна) села Кізлів Новомилятинського (тепер — Золочівського) району Львівської області.
6 квітня 1951 року Наталії Петришин, яка «одержала врожай насіння кок-сагизу 142,7 кілограма з гектара на площі 2 гектари», за «одержання в 1950 році високого врожаю насіння кок-сагизу» було присвоєне звання Героя Соціалістичної Праці з врученням ордена Леніна і медалі «Золота Зірка».
Потім — на пенсії в селі Кізлів Буського району (тепер Золочівського району) Львівської області.

## Нагороди
- Герой Соціалістичної Праці (6.04.1951);
- орден Леніна (6.04.1951);
- медалі.